# Laboralista
El laboralista es el abogado o graduado social especialista en derecho laboral y puede ejercer tanto en la actividad privada como en la administración de justicia o el ámbito académico. La voz proviene del término iuslaboralista-iurista, derivada del latín ius (derecho): «que ejerce una profesión jurídico-laboral».
Existen diversas organizaciones que nuclean abogados laboralistas en diversos países, por ejemplo, la Asociación Venezolana de Abogados Laboralistas (AVAL) en Venezuela, la Asociación Argentina de Derecho del Trabajo y de la Seguridad Social y la Asociación de Abogados Laboralistas de Buenos Aires (AAL). A nivel latinoamericano se agrupan en la Asociación Latinoamericana de Abogados Laboralistas (ALAL).

### Actividad del abogado laboralista
La actividad en el campo privado de los abogados laboralistas es la de asesorar a empleadores, trabajadores, sindicatos y asociaciones de empresarios en asuntos de Derecho del Trabajo, incluyendo la intervención en los litigios que puedan suscitarse. Otros campos de actuación son las dependencias gubernamentales vinculadas a la materia, los tribunales donde se juzgan diferendos laborales, la actividad docente en establecimientos de enseñanza, etc. Algunos ejemplos son los siguientes: 
- asesoramiento en asuntos de derecho laboral individual y colectivo;
- asesoramiento en seguridad social, como incapacidades, invalidez, pensiones o jubilaciones;
- representación en procedimientos judiciales de carácter laboral;
- representación y asesoramiento en negociación de convenios laborales;
- asesoramiento y representación ante despidos y sanciones laborales e inspecciones de trabajo;
- asesoramiento en la negociación de contratos individuales o colectivos de trabajo;
- asesoramiento y representación ante reclamaciones de cantidad, acoso laboral, mobbing y accidentes laborales.